# Çuxur Qəbələ
Çuxur Qəbələ è un comune dell'Azerbaigian situato nel distretto di Qəbələ. Conta una popolazione di 913 abitanti.